# Cymru South
Cymru South – drugi poziom rozgrywek ligowych w piłkę nożną w części południowej Walii, po raz pierwszy zorganizowany w 2019 roku. Zastąpił Welsh Football League First Division.

## Format
W rozgrywkach bierze udział 16 klubów, którzy zmagają się przez 2 rundy systemem kołowym, w sumie 30 kolejek. Mistrz może awansować do Welsh Premier League, jeżeli uzyska Licencję Krajową. Jeśli nie uzyska licencji, to zespół, który zajął drugie miejsce, w wypadku uzyskania licencji, może być promowany zamiast mistrza. Najsłabsze drużyny ligi spadają do FAW League One.

## Historia
Druga liga w Walii składa się z dwóch grup: północnej o nazwie Cymru North oraz południowej o nazwie Cymru South, które zostały założone w 2019 roku. W 1904 roku została założona Rhymney Valley League Division 1, która do 1912 roku była najwyższą ligą rozgrywek piłkarskich w Walii. W 1909 roku zmieniła nazwę na Glamorgan League Division 1, a w 1912 na Welsh Football League Division 1. Liga obejmowała kluby z południowej części Walii. W 1964 roku przyjęła nazwę Welsh Football League Premier Division, a w 1983 roku Welsh Football League National Division. Do 1992 na szczeblu centralnym nie prowadzono rozgrywek o mistrzostwo Walii. Wcześniej od 1945 istniały trzy regionalne ligi (północ, środek, południe), w których walczono o mistrzostwo regionu. Po utworzeniu Welsh Premier League w 1992 roku Welsh Football League Division One razem z Cymru Alliance stała drugim poziomem rozgrywek w Walii. Latem 2019 Welsh Football League First Division został zastąpiony przez Cymru South, a Cymru Alliance przez Cymru North.

## Skład ligi w sezonie 2019/2020
| Klub                    | Siedziba       |
| ----------------------- | -------------- |
| Afan Lido               | Port Talbot    |
| Ammanford               | Ammanford      |
| Briton Ferry Llansawel  | Briton Ferry   |
| Caerau (Ely)            | Cardiff        |
| Cambrian & Clydach Vale | Clydach Vale   |
| Cwmbran Celtic          | Cwmbran        |
| Cwmamman United         | Glanamman      |
| Goytre United           | Goytre         |
| Haverfordwest County    | Haverfordwest  |
| Llanelli Town           | Llanelli       |
| Llanwit Major           | Llantwit Major |
| Swansea Town            | Swansea        |
| STM Sports              | Cardiff        |
| Swansea University      | Swansea        |
| Taffs Well              | Taff's Well    |
| Undy Athletic           | Undy           |

## Zwycięzcy rozgrywek
- 2019/2020: ?